# Chimala
Chimala ist ein Bezirk (Ward) des Distriktes Mbarali in der tansanischen Region Mbeya.

## Geografie

### Lage
Chimala liegt im Südwesten von Tansania, etwa 50 Kilometer westlich der Distrikthauptstadt Mbarali. Es grenzt im Westen an den Bezirk Itamboleo, im Norden an Ihahi, im Osten an die Bezirke Mapogoro und Makete und im Süden an die Region Njombe.
Der Bezirk liegt auf einer Hochfläche von rund 1000 Meter Seehöhe. Nach Süden steigt das Land gebirgig auf über 2000 Meter an. Die Fläche beträgt 63,34 Quadratkilometer, bei der Volkszählung 2022 wohnten 28.646 Menschen in 8182 Haushalten.

### Klima
Das Klima in Chimala ist gemäßigt warm, Cwb nach der effektiven Klimaklassifikation. Im Jahr regnet es durchschnittlich 1138 Millimeter. Diese Niederschläge fallen überwiegend in den Monaten November bis April, in den Wintermonaten regnet es kaum. Die Jahresdurchschnittstemperatur liegt bei 20,6 Grad Celsius.

## Gliederung
Der Bezirk besteht aus sechs Gemeinden (Mtaa) mit 40 Orten (Kitongoji):
| Chimala - Stendi - Mtoni - Mferejini - Kilabuni - Relini - Kajima | Igumbilo - Mapinduzi - Igumbilo Shamba - Danida - Kisimani - Mwenge - Mashineni - Elimu - Ofisini | Isitu - Azimio - Isitu mjini - Mahakamani - Posta - Kolongoni - Ofisini | Lyambogo - Chamsalaka - Shuleni - Lyambogo - Tazara - Mjimwema - Lembuka | Mengele - Mengele - Tenkini - Muungano - Njia panda | Muwale - Mtoni - Ofisini - Kanisani - Mbembe - Mwakadama |

## Wirtschaft und Infrastruktur
Die wichtigsten wirtschaftlichen Tätigkeiten sind Ackerbau, Viehzucht und Kleinunternehmen.
- Landwirtschaft: Die 1.210 Bauern bauen vor allem Reis, Mais, Nüsse, Erdnüsse und Bohnen an. Als Nutztieren halten sie überwiegend Hühner, Rinder und Ziegen, aber auch Schweine und Enten.[3]
- Bildung: In Chimala gibt es sechs Grundschulen, fünf staatliche und eine private. Von den fünf weiterführenden Schulen ist eine staatlich und vier sind privat.[3] Die staatliche Schule wurde 1984 eröffnet.[8] Eine der privaten weiterführenden Schulen ist die christliche Herring Secondary School.[9] Die Igumbilo Secondary School wurde 2006 von der evangelischen Kirche gegründet.[10]
- Gesundheit: Das Chimala Mission ist ein christliches Distriktkrankenhaus, das von der Dalraida Church of Christ geführt wird.[11][12]
- Straße: Die asphaltierte Nationalstraße T1 durchquert Chimala und verbindet Mbeya im Westen mit Daressalam im Osten.[13]
- Eisenbahn: Der Mukuba Express Train verkehrt wöchentlich zwischen Daressalam und New Kapiri Mposhi.[14][15]